# Sally Menke
Sally JoAnne Menke (17 de dezembro de 1953 – 27 de setembro de 2010) foi uma editora de cinema norte-americana que trabalhou em mais de vinte filmes desde 1984. Manteve uma notável colaboração com o diretor Quentin Tarantino, tendo editado todos os seus filmes até Inglourious Basterds.
Sally Menke foi encontrada morta em uma trilha de caminhadas na cidade de Los Angeles.